# Peperomia salicifolia
Peperomia salicifolia är en pepparväxtart som beskrevs av C. Dc.. Peperomia salicifolia ingår i släktet peperomior, och familjen pepparväxter. Inga underarter finns listade i Catalogue of Life.